# Famille Teniers
Cette page explique l’histoire ou répertorie les différents membres de la famille Teniers.

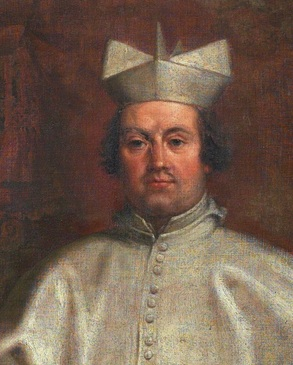
Jean Chrysostome Teniers, fils de Melchior Teniers, Abbe de Saint Michel à Anvers.

L'arbre généalogique ci-dessous reconstitue la lignée des Teniers, célèbre famille de peintres flamands de la Renaissance et du XVIIe siècle.
Note : En vert, les membres de la famille Teniers et ceux liés par parenté, ayant exercé une activité artistique.

## Arbre généalogique de la famille Teniers

Armoiries: un escu d'or à l'ours rampant de sable au collet de gueules bordé d'or accompagné de trois glands de sinople

|  |  |                                                    |                                                    |                                                    |                                                    |                                                    |                                                    |  |  |  |  |  |  |                                        |                                        |                                        |                                        |                                        |                                        |  |  |  |  |                               |                               |                               |                               |                               |                               |  |  |  |  |  |  | Julian Teniers ou Taisner                  | Julian Teniers ou Taisner                  | Julian Teniers ou Taisner                  | Julian Teniers ou Taisner                  | Julian Teniers ou Taisner                  | Julian Teniers ou Taisner                  |  |  |  |  |  |  | ?                                      | ?                                      | ?                                      | ?                                      | ?                                      | ?                                      |  |  |  |  |                                |                                |                                |                                |                                |                                |  |  |  |  |                              |                              |                              |                              |                              |                              |  |  |  |  |                             |                             |                             |                             |                             |                             |  |  |  |  |           |           |           |           |           |           |
|  |  |                                                    |                                                    |                                                    |                                                    |                                                    |                                                    |  |  |  |  |  |  |                                        |                                        |                                        |                                        |                                        |                                        |  |  |  |  |                               |                               |                               |                               |                               |                               |  |  |  |  |  |  | Julian Teniers ou Taisner                  | Julian Teniers ou Taisner                  | Julian Teniers ou Taisner                  | Julian Teniers ou Taisner                  | Julian Teniers ou Taisner                  | Julian Teniers ou Taisner                  |  |  |  |  |  |  | ?                                      | ?                                      | ?                                      | ?                                      | ?                                      | ?                                      |  |  |  |  |                                |                                |                                |                                |                                |                                |  |  |  |  |                              |                              |                              |                              |                              |                              |  |  |  |  |                             |                             |                             |                             |                             |                             |  |  |  |  |           |           |           |           |           |           |
|  |  |                                                    |                                                    |                                                    |                                                    |                                                    |                                                    |  |  |  |  |  |  |                                        |                                        |                                        |                                        |                                        |                                        |  |  |  |  |                               |                               |                               |                               |                               |                               |  |  |  |  |  |  |                                            |                                            |                                            |                                            |                                            |                                            |  |  |  |  |  |  |                                        |                                        |                                        |                                        |                                        |                                        |  |  |  |  |                                |                                |                                |                                |                                |                                |  |  |  |  |                              |                              |                              |                              |                              |                              |  |  |  |  |                             |                             |                             |                             |                             |                             |  |  |  |  |           |           |           |           |           |           |
|  |  |                                                    |                                                    |                                                    |                                                    |                                                    |                                                    |  |  |  |  |  |  |                                        |                                        |                                        |                                        |                                        |                                        |  |  |  |  |                               |                               |                               |                               |                               |                               |  |  |  |  |  |  |                                            |                                            |                                            |                                            |                                            |                                            |  |  |  |  |  |  |                                        |                                        |                                        |                                        |                                        |                                        |  |  |  |  |                                |                                |                                |                                |                                |                                |  |  |  |  |                              |                              |                              |                              |                              |                              |  |  |  |  |                             |                             |                             |                             |                             |                             |  |  |  |  |           |           |           |           |           |           |
|  |  | Jan Brueghel dit l'Ancien, de Velours… (1568-1625) | Jan Brueghel dit l'Ancien, de Velours… (1568-1625) | Jan Brueghel dit l'Ancien, de Velours… (1568-1625) | Jan Brueghel dit l'Ancien, de Velours… (1568-1625) | Jan Brueghel dit l'Ancien, de Velours… (1568-1625) | Jan Brueghel dit l'Ancien, de Velours… (1568-1625) |  |  |  |  |  |  | Catharina van Marienbourg (2e mariage) | Catharina van Marienbourg (2e mariage) | Catharina van Marienbourg (2e mariage) | Catharina van Marienbourg (2e mariage) | Catharina van Marienbourg (2e mariage) | Catharina van Marienbourg (2e mariage) |  |  |  |  | Suzanne Congnet               | Suzanne Congnet               | Suzanne Congnet               | Suzanne Congnet               | Suzanne Congnet               | Suzanne Congnet               |  |  |  |  |  |  | Julian Teniers II (1572-1615)              | Julian Teniers II (1572-1615)              | Julian Teniers II (1572-1615)              | Julian Teniers II (1572-1615)              | Julian Teniers II (1572-1615)              | Julian Teniers II (1572-1615)              |  |  |  |  |  |  | David Teniers dit l'Ancien (1582-1649) | David Teniers dit l'Ancien (1582-1649) | David Teniers dit l'Ancien (1582-1649) | David Teniers dit l'Ancien (1582-1649) | David Teniers dit l'Ancien (1582-1649) | David Teniers dit l'Ancien (1582-1649) |  |  |  |  |                                |                                |                                |                                |                                |                                |  |  |  |  | Dymphna Cornelissen de Wilde | Dymphna Cornelissen de Wilde | Dymphna Cornelissen de Wilde | Dymphna Cornelissen de Wilde | Dymphna Cornelissen de Wilde | Dymphna Cornelissen de Wilde |  |  |  |  |                             |                             |                             |                             |                             |                             |  |  |  |  |           |           |           |           |           |           |
|  |  | Jan Brueghel dit l'Ancien, de Velours… (1568-1625) | Jan Brueghel dit l'Ancien, de Velours… (1568-1625) | Jan Brueghel dit l'Ancien, de Velours… (1568-1625) | Jan Brueghel dit l'Ancien, de Velours… (1568-1625) | Jan Brueghel dit l'Ancien, de Velours… (1568-1625) | Jan Brueghel dit l'Ancien, de Velours… (1568-1625) |  |  |  |  |  |  | Catharina van Marienbourg (2e mariage) | Catharina van Marienbourg (2e mariage) | Catharina van Marienbourg (2e mariage) | Catharina van Marienbourg (2e mariage) | Catharina van Marienbourg (2e mariage) | Catharina van Marienbourg (2e mariage) |  |  |  |  | Suzanne Congnet               | Suzanne Congnet               | Suzanne Congnet               | Suzanne Congnet               | Suzanne Congnet               | Suzanne Congnet               |  |  |  |  |  |  | Julian Teniers II (1572-1615)              | Julian Teniers II (1572-1615)              | Julian Teniers II (1572-1615)              | Julian Teniers II (1572-1615)              | Julian Teniers II (1572-1615)              | Julian Teniers II (1572-1615)              |  |  |  |  |  |  | David Teniers dit l'Ancien (1582-1649) | David Teniers dit l'Ancien (1582-1649) | David Teniers dit l'Ancien (1582-1649) | David Teniers dit l'Ancien (1582-1649) | David Teniers dit l'Ancien (1582-1649) | David Teniers dit l'Ancien (1582-1649) |  |  |  |  |                                |                                |                                |                                |                                |                                |  |  |  |  | Dymphna Cornelissen de Wilde | Dymphna Cornelissen de Wilde | Dymphna Cornelissen de Wilde | Dymphna Cornelissen de Wilde | Dymphna Cornelissen de Wilde | Dymphna Cornelissen de Wilde |  |  |  |  |                             |                             |                             |                             |                             |                             |  |  |  |  |           |           |           |           |           |           |
|  |  |                                                    |                                                    |                                                    |                                                    |                                                    |                                                    |  |  |  |  |  |  |                                        |                                        |                                        |                                        |                                        |                                        |  |  |  |  |                               |                               |                               |                               |                               |                               |  |  |  |  |  |  |                                            |                                            |                                            |                                            |                                            |                                            |  |  |  |  |  |  |                                        |                                        |                                        |                                        |                                        |                                        |  |  |  |  |                                |                                |                                |                                |                                |                                |  |  |  |  |                              |                              |                              |                              |                              |                              |  |  |  |  |                             |                             |                             |                             |                             |                             |  |  |  |  |           |           |           |           |           |           |
|  |  |                                                    |                                                    |                                                    |                                                    |                                                    |                                                    |  |  |  |  |  |  |                                        |                                        |                                        |                                        |                                        |                                        |  |  |  |  |                               |                               |                               |                               |                               |                               |  |  |  |  |  |  |                                            |                                            |                                            |                                            |                                            |                                            |  |  |  |  |  |  |                                        |                                        |                                        |                                        |                                        |                                        |  |  |  |  |                                |                                |                                |                                |                                |                                |  |  |  |  |                              |                              |                              |                              |                              |                              |  |  |  |  |                             |                             |                             |                             |                             |                             |  |  |  |  |           |           |           |           |           |           |
|  |  | Claire Eugénie Brueghel                            | Claire Eugénie Brueghel                            | Claire Eugénie Brueghel                            | Claire Eugénie Brueghel                            | Claire Eugénie Brueghel                            | Claire Eugénie Brueghel                            |  |  |  |  |  |  | Ambrosius Brueghel (1617-1675)         | Ambrosius Brueghel (1617-1675)         | Ambrosius Brueghel (1617-1675)         | Ambrosius Brueghel (1617-1675)         | Ambrosius Brueghel (1617-1675)         | Ambrosius Brueghel (1617-1675)         |  |  |  |  | Anna Brueghel (1er mariage)   | Anna Brueghel (1er mariage)   | Anna Brueghel (1er mariage)   | Anna Brueghel (1er mariage)   | Anna Brueghel (1er mariage)   | Anna Brueghel (1er mariage)   |  |  |  |  |  |  | David Teniers II dit le Jeune (1610-1690)  | David Teniers II dit le Jeune (1610-1690)  | David Teniers II dit le Jeune (1610-1690)  | David Teniers II dit le Jeune (1610-1690)  | David Teniers II dit le Jeune (1610-1690)  | David Teniers II dit le Jeune (1610-1690)  |  |  |  |  |  |  | Isabelle de Fren (2e mariage)          | Isabelle de Fren (2e mariage)          | Isabelle de Fren (2e mariage)          | Isabelle de Fren (2e mariage)          | Isabelle de Fren (2e mariage)          | Isabelle de Fren (2e mariage)          |  |  |  |  | Julian Teniers III (1616-1679) | Julian Teniers III (1616-1679) | Julian Teniers III (1616-1679) | Julian Teniers III (1616-1679) | Julian Teniers III (1616-1679) | Julian Teniers III (1616-1679) |  |  |  |  | Theodor Teniers (1619-1697)  | Theodor Teniers (1619-1697)  | Theodor Teniers (1619-1697)  | Theodor Teniers (1619-1697)  | Theodor Teniers (1619-1697)  | Theodor Teniers (1619-1697)  |  |  |  |  | Abraham Teniers (1629-1670) | Abraham Teniers (1629-1670) | Abraham Teniers (1629-1670) | Abraham Teniers (1629-1670) | Abraham Teniers (1629-1670) | Abraham Teniers (1629-1670) |  |  |  |  | Une fille | Une fille | Une fille | Une fille | Une fille | Une fille |
|  |  | Claire Eugénie Brueghel                            | Claire Eugénie Brueghel                            | Claire Eugénie Brueghel                            | Claire Eugénie Brueghel                            | Claire Eugénie Brueghel                            | Claire Eugénie Brueghel                            |  |  |  |  |  |  | Ambrosius Brueghel (1617-1675)         | Ambrosius Brueghel (1617-1675)         | Ambrosius Brueghel (1617-1675)         | Ambrosius Brueghel (1617-1675)         | Ambrosius Brueghel (1617-1675)         | Ambrosius Brueghel (1617-1675)         |  |  |  |  | Anna Brueghel (1er mariage)   | Anna Brueghel (1er mariage)   | Anna Brueghel (1er mariage)   | Anna Brueghel (1er mariage)   | Anna Brueghel (1er mariage)   | Anna Brueghel (1er mariage)   |  |  |  |  |  |  | David Teniers II dit le Jeune (1610-1690)  | David Teniers II dit le Jeune (1610-1690)  | David Teniers II dit le Jeune (1610-1690)  | David Teniers II dit le Jeune (1610-1690)  | David Teniers II dit le Jeune (1610-1690)  | David Teniers II dit le Jeune (1610-1690)  |  |  |  |  |  |  | Isabelle de Fren (2e mariage)          | Isabelle de Fren (2e mariage)          | Isabelle de Fren (2e mariage)          | Isabelle de Fren (2e mariage)          | Isabelle de Fren (2e mariage)          | Isabelle de Fren (2e mariage)          |  |  |  |  | Julian Teniers III (1616-1679) | Julian Teniers III (1616-1679) | Julian Teniers III (1616-1679) | Julian Teniers III (1616-1679) | Julian Teniers III (1616-1679) | Julian Teniers III (1616-1679) |  |  |  |  | Theodor Teniers (1619-1697)  | Theodor Teniers (1619-1697)  | Theodor Teniers (1619-1697)  | Theodor Teniers (1619-1697)  | Theodor Teniers (1619-1697)  | Theodor Teniers (1619-1697)  |  |  |  |  | Abraham Teniers (1629-1670) | Abraham Teniers (1629-1670) | Abraham Teniers (1629-1670) | Abraham Teniers (1629-1670) | Abraham Teniers (1629-1670) | Abraham Teniers (1629-1670) |  |  |  |  | Une fille | Une fille | Une fille | Une fille | Une fille | Une fille |
|  |  |                                                    |                                                    |                                                    |                                                    |                                                    |                                                    |  |  |  |  |  |  |                                        |                                        |                                        |                                        |                                        |                                        |  |  |  |  |                               |                               |                               |                               |                               |                               |  |  |  |  |  |  |                                            |                                            |                                            |                                            |                                            |                                            |  |  |  |  |  |  |                                        |                                        |                                        |                                        |                                        |                                        |  |  |  |  |                                |                                |                                |                                |                                |                                |  |  |  |  |                              |                              |                              |                              |                              |                              |  |  |  |  |                             |                             |                             |                             |                             |                             |  |  |  |  |           |           |           |           |           |           |
|  |  |                                                    |                                                    |                                                    |                                                    |                                                    |                                                    |  |  |  |  |  |  |                                        |                                        |                                        |                                        |                                        |                                        |  |  |  |  |                               |                               |                               |                               |                               |                               |  |  |  |  |  |  |                                            |                                            |                                            |                                            |                                            |                                            |  |  |  |  |  |  |                                        |                                        |                                        |                                        |                                        |                                        |  |  |  |  |                                |                                |                                |                                |                                |                                |  |  |  |  |                              |                              |                              |                              |                              |                              |  |  |  |  |                             |                             |                             |                             |                             |                             |  |  |  |  |           |           |           |           |           |           |
|  |  |                                                    |                                                    |                                                    |                                                    |                                                    |                                                    |  |  |  |  |  |  | Anna Maria Bonnarens                   | Anna Maria Bonnarens                   | Anna Maria Bonnarens                   | Anna Maria Bonnarens                   | Anna Maria Bonnarens                   | Anna Maria Bonnarens                   |  |  |  |  | David Teniers III (1638-1685) | David Teniers III (1638-1685) | David Teniers III (1638-1685) | David Teniers III (1638-1685) | David Teniers III (1638-1685) | David Teniers III (1638-1685) |  |  |  |  |  |  | Quatre autres enfants (1 garçon, 3 filles) | Quatre autres enfants (1 garçon, 3 filles) | Quatre autres enfants (1 garçon, 3 filles) | Quatre autres enfants (1 garçon, 3 filles) | Quatre autres enfants (1 garçon, 3 filles) | Quatre autres enfants (1 garçon, 3 filles) |  |  |  |  |  |  |                                        |                                        |                                        |                                        |                                        |                                        |  |  |  |  |                                |                                |                                |                                |                                |                                |  |  |  |  |                              |                              |                              |                              |                              |                              |  |  |  |  |                             |                             |                             |                             |                             |                             |  |  |  |  |           |           |           |           |           |           |
|  |  |                                                    |                                                    |                                                    |                                                    |                                                    |                                                    |  |  |  |  |  |  | Anna Maria Bonnarens                   | Anna Maria Bonnarens                   | Anna Maria Bonnarens                   | Anna Maria Bonnarens                   | Anna Maria Bonnarens                   | Anna Maria Bonnarens                   |  |  |  |  | David Teniers III (1638-1685) | David Teniers III (1638-1685) | David Teniers III (1638-1685) | David Teniers III (1638-1685) | David Teniers III (1638-1685) | David Teniers III (1638-1685) |  |  |  |  |  |  | Quatre autres enfants (1 garçon, 3 filles) | Quatre autres enfants (1 garçon, 3 filles) | Quatre autres enfants (1 garçon, 3 filles) | Quatre autres enfants (1 garçon, 3 filles) | Quatre autres enfants (1 garçon, 3 filles) | Quatre autres enfants (1 garçon, 3 filles) |  |  |  |  |  |  |                                        |                                        |                                        |                                        |                                        |                                        |  |  |  |  |                                |                                |                                |                                |                                |                                |  |  |  |  |                              |                              |                              |                              |                              |                              |  |  |  |  |                             |                             |                             |                             |                             |                             |  |  |  |  |           |           |           |           |           |           |
|  |  |                                                    |                                                    |                                                    |                                                    |                                                    |                                                    |  |  |  |  |  |  |                                        |                                        |                                        |                                        |                                        |                                        |  |  |  |  |                               |                               |                               |                               |                               |                               |  |  |  |  |  |  |                                            |                                            |                                            |                                            |                                            |                                            |  |  |  |  |  |  |                                        |                                        |                                        |                                        |                                        |                                        |  |  |  |  |                                |                                |                                |                                |                                |                                |  |  |  |  |                              |                              |                              |                              |                              |                              |  |  |  |  |                             |                             |                             |                             |                             |                             |  |  |  |  |           |           |           |           |           |           |
|  |  |                                                    |                                                    |                                                    |                                                    |                                                    |                                                    |  |  |  |  |  |  |                                        |                                        |                                        |                                        |                                        |                                        |  |  |  |  |                               |                               |                               |                               |                               |                               |  |  |  |  |  |  |                                            |                                            |                                            |                                            |                                            |                                            |  |  |  |  |  |  |                                        |                                        |                                        |                                        |                                        |                                        |  |  |  |  |                                |                                |                                |                                |                                |                                |  |  |  |  |                              |                              |                              |                              |                              |                              |  |  |  |  |                             |                             |                             |                             |                             |                             |  |  |  |  |           |           |           |           |           |           |
|  |  |                                                    |                                                    |                                                    |                                                    |                                                    |                                                    |  |  |  |  |  |  |                                        |                                        |                                        |                                        |                                        |                                        |  |  |  |  | David Teniers IV (1672-1731)  |                               |                               |                               |                               |                               |  |  |  |  |  |  |                                            |                                            |                                            |                                            |                                            |                                            |  |  |  |  |  |  |                                        |                                        |                                        |                                        |                                        |                                        |  |  |  |  |                                |                                |                                |                                |                                |                                |  |  |  |  |                              |                              |                              |                              |                              |                              |  |  |  |  |                             |                             |                             |                             |                             |                             |  |  |  |  |           |           |           |           |           |           |

## Biographies

### Première génération
- Julian Teniers : mercier de profession, d'origine athoise[1], qui est établi à Anvers en 1568.

### Deuxième génération
- Julian Teniers II

Né en 1572 à Anvers, mort le 11 mars 1615. Peintre de figures, fleurs.
Fils du mercier Julian Teniers, et frère aîné de David Téniers dit l'Ancien. Maître en 1594.  Il peint souvent des figures dans les paysages de Josse de Monper. Il épouse en 1595, Suzanne Congnet.
- David Téniers, dit l'Ancien

Né en 1582 à Anvers, mort le 29 juillet 1649 à Anvers. Peintre d'histoire, compositions mythologique, sujets religieux. Graveur.
Fils de mercier, David Téniers est élève de son frère aîné Julian. Il épouse Dymphna Cornelissen de Wilde dont il a cinq enfants : David II (qui épousera la fille de Jan Brueghel, Anna), Julian III, Théodor, Abraham et une fille.

### Troisième génération
- David Teniers II, dit le Jeune

Né en 1610 à Anvers, baptisé le 15 décembre 1610, mort le 25 avril 1690 à Bruxelles. Peintre d'histoires, compositions religieuses, scènes de genre, figures, portraits, paysage. Graveur.
Aîné des cinq enfants de David Teniers, dit l'Ancien. Son épouse Anna Brueghel, la fille de Jan Brueghel qui lui apporte une dot, une rente et surtout l'intimité de P. P. Rubens. Ils ont cinq enfants : deux garçons et trois filles. Le 11 mai 1656, veuf, il épouse Isabelle de Fren qui meurt en 1683. Son œuvre est considérable.
- Julian Teniers III

Né en 1616 à Anvers, mort en 1679 à Anvers. Peintre et marchand de tableaux.
Fils de David Téniers dit l'Ancien. Frère de David Teniers II, dit le Jeune.
- Théodor Téniers

Né en 1619. Mort le 21 décembre 1697 à Bruxelles. Peintre.
Fils de David Téniers dit l'Ancien. Frère de David Teniers II, dit le Jeune.
- Abraham Teniers

Baptisé le 1er mars 1629 à Anvers, mort le 26 septembre 1670 à Anvers. Peintre de sujets religieux, scènes de genres, paysages d'eau.
Fils et élève de David Téniers dit l'Ancien. Frère de David Teniers II, dit le Jeune. Il épouse en 1664 Isabelle de Roore. Il a également une importante activité de marchand. Il traite les mêmes sujets que son frère aîné, et bien que ses œuvres n'en possèdent pas la maîtrise, un grand nombre d'entre elles, sont depuis longtemps attribuées par les marchands, à David le Jeune.

### Quatrième génération
- David Teniers III

Né à Anvers, baptisé le 10 juillet 1638, mort le 10 février 1685 à Bruxelles. Peintre de sujets religieux, scènes de genre, portraits, cartons de tapisseries.
Fils de David Teniers II, dit le Jeune et d'Anna Brueghel. D'abord élève de son père, puis va en Espagne compléter son éducation. Il épouse le 4 août 1671, Anna Maria Bonnarens, et maître à Bruxelles en 1675. Il travaille longtemps aux côtés de son père, et de l'avis de certains critiques, les productions des deux artistes sont difficilement distinguées. D'après M. Alp. Wauters, il aurait signé ses œuvres, David Teniers Junior. Il travaille aussi pour les fabriques de tapisseries. Ses meubles et tableaux sont vendus  aux enchères publiques le 4 juin 1685.

### Cinquième génération
- David Teniers IV

Né en 1672, mort en 1771 à Lisbonne. Peintre.
Fils de David Teniers III. Actif aussi au Portugal.
- Heinderyk Teniers

Peintre. Travaille à Anvers et à Middelbourg en 1655. Se situant dans la même période, on peut supposer un lien de parenté.